# مونتيا

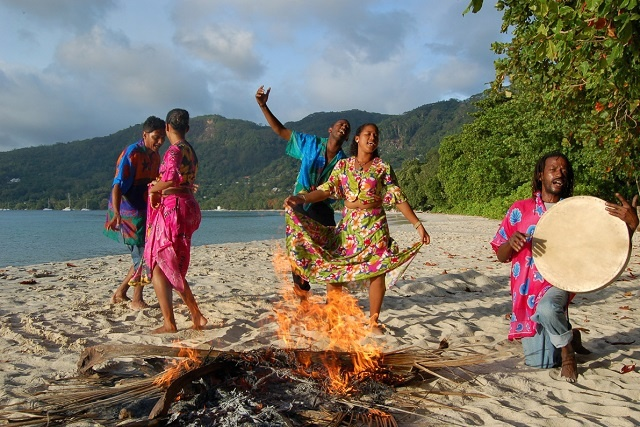
رقصة موتيا في سيشيل

موتيا أو موتيا Moutya ، Moutia، هي رقصة أفريقية تقليدية في سيشيل تشبه رقصة السيجا ، ولكن مع حركات إيحائية أكثر وضوحًا في كثير من الأحيان. يتحرك الراقصون والراقصات بوتيرة على إيقاع الطبل الفردي الذي غالبًا ما يتم صناعته من جلد الماعز المجفف ويتم رفع حرارته قليلاً بواسطة النار قبل بدء الرقص. يبدأ الرقص ببطء مع إيقاع الطبول، لكنه يتسارع ويصبح أكثر إثارة عندما يصبح الضرب أسرع فأسرع وأسرع.
يصاحب الإيقاع والرقص دائمًا غناء يروي في الغالب مصاعب وأفراح الحياة اليومية. حتى أواخر السبعينيات، كانت رقصة الموتيا تعتبر رقصة صاخبة وتم تجنبها بشكل عام.

## انظر ايضا
موسيقى سيشيل